# لوريلي
لوريلي هضبة عالية يصل ارتفاعها إلى 130 م فوق سطح البحر ، تقع على الضفة الشرقية لنهر الراين بين مينز وكوبينز في ألمانيا. وعند هذه الهضبة تجري مياه نهر الراين سريعة ويحتوي أضيق جزء من النهر بين سويسرا وبحر الشمال، ينتج في هذا الجزء تيارا قويا جدا يسبب العديد من الحوادث للقوارب والسفن هناك .

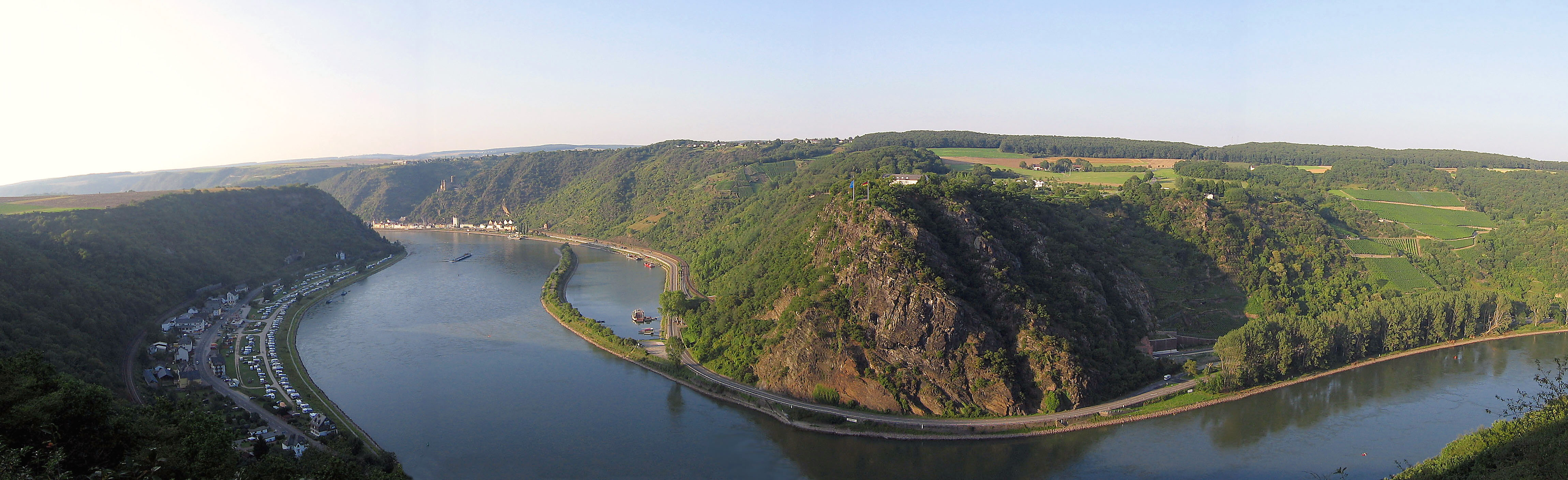
هضبة لوريلي على نهر الراين

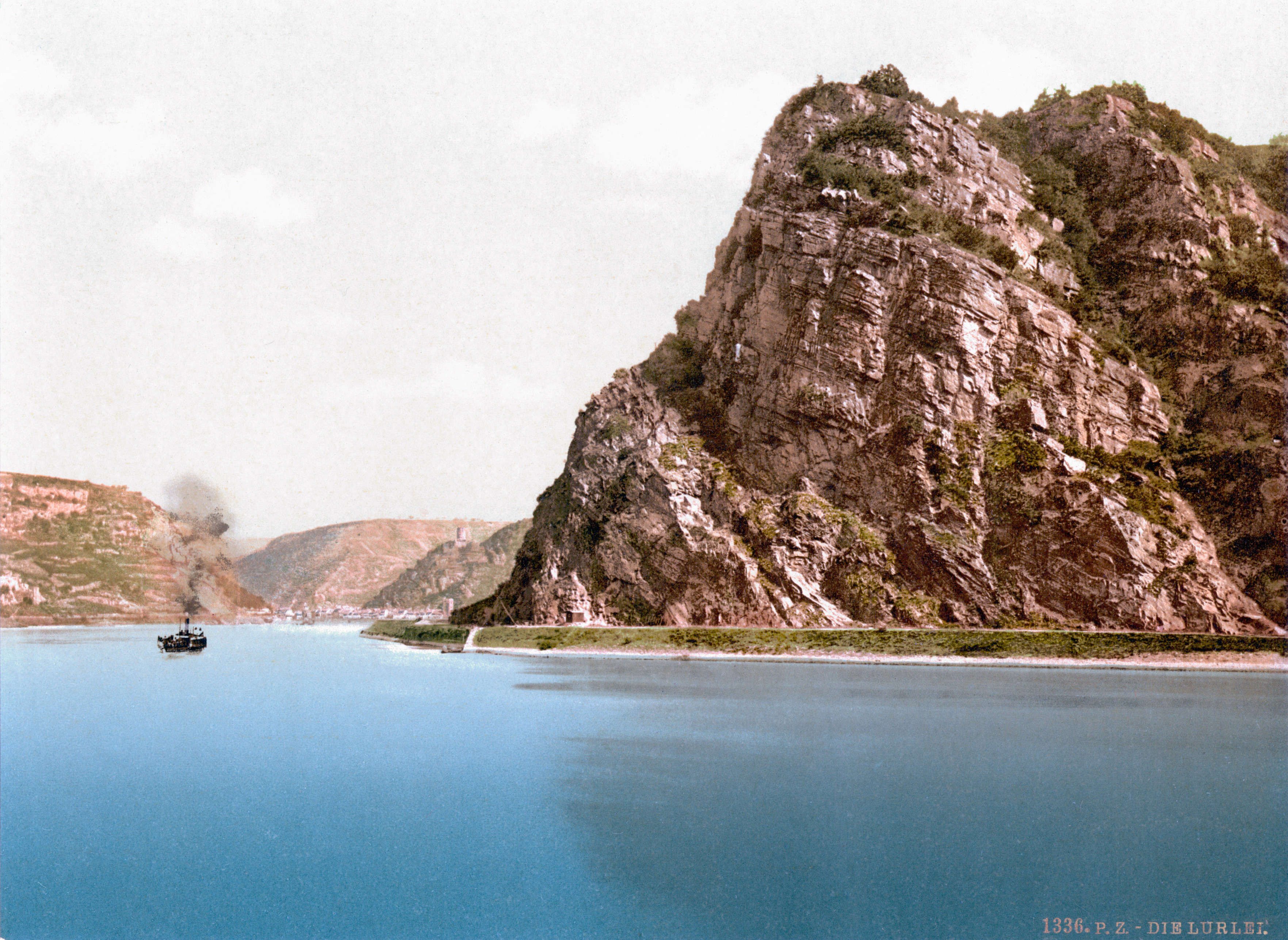
لوريلي في عام 1900

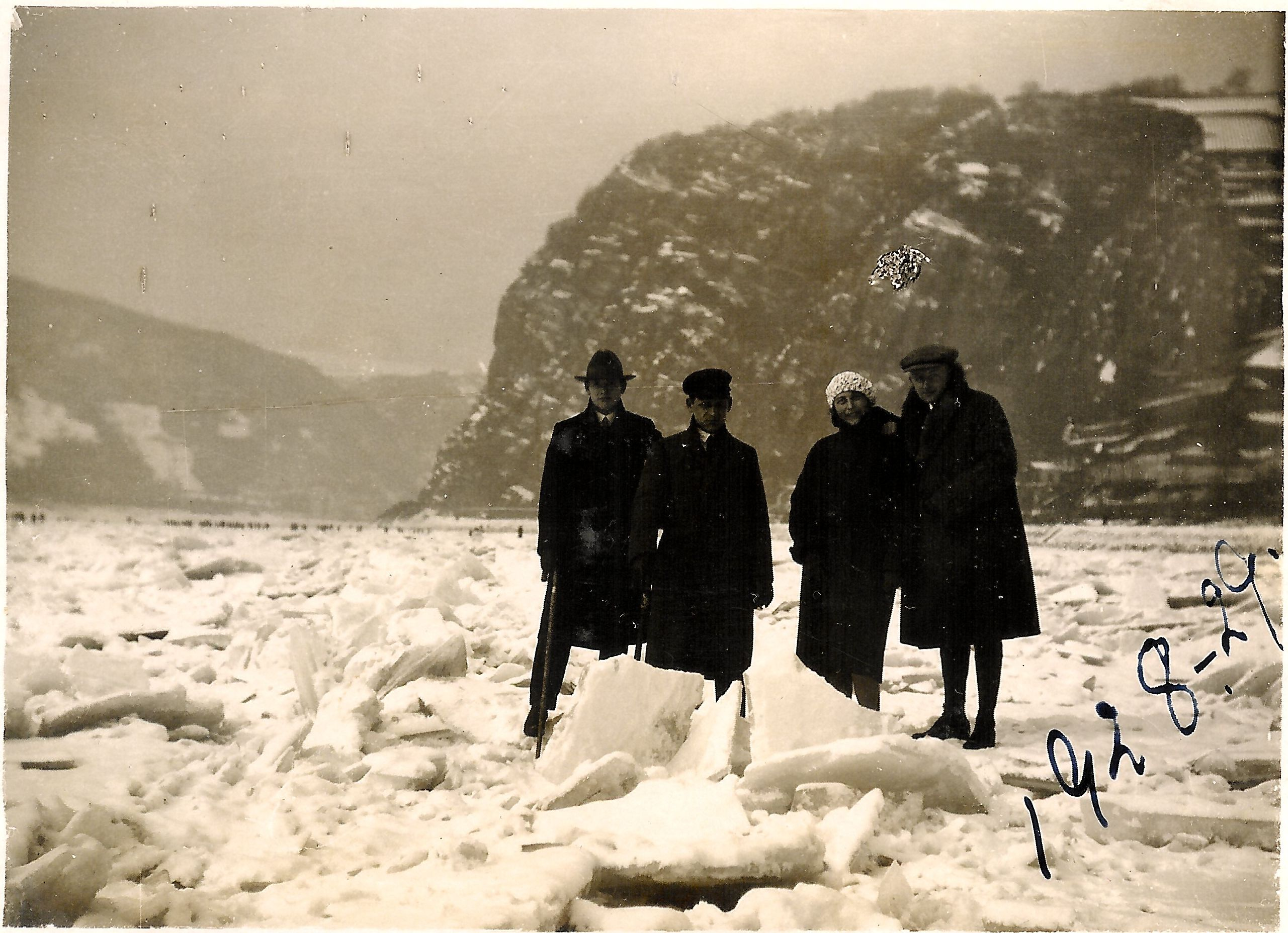
الثلج في لوريلي في شتاء 1928/29

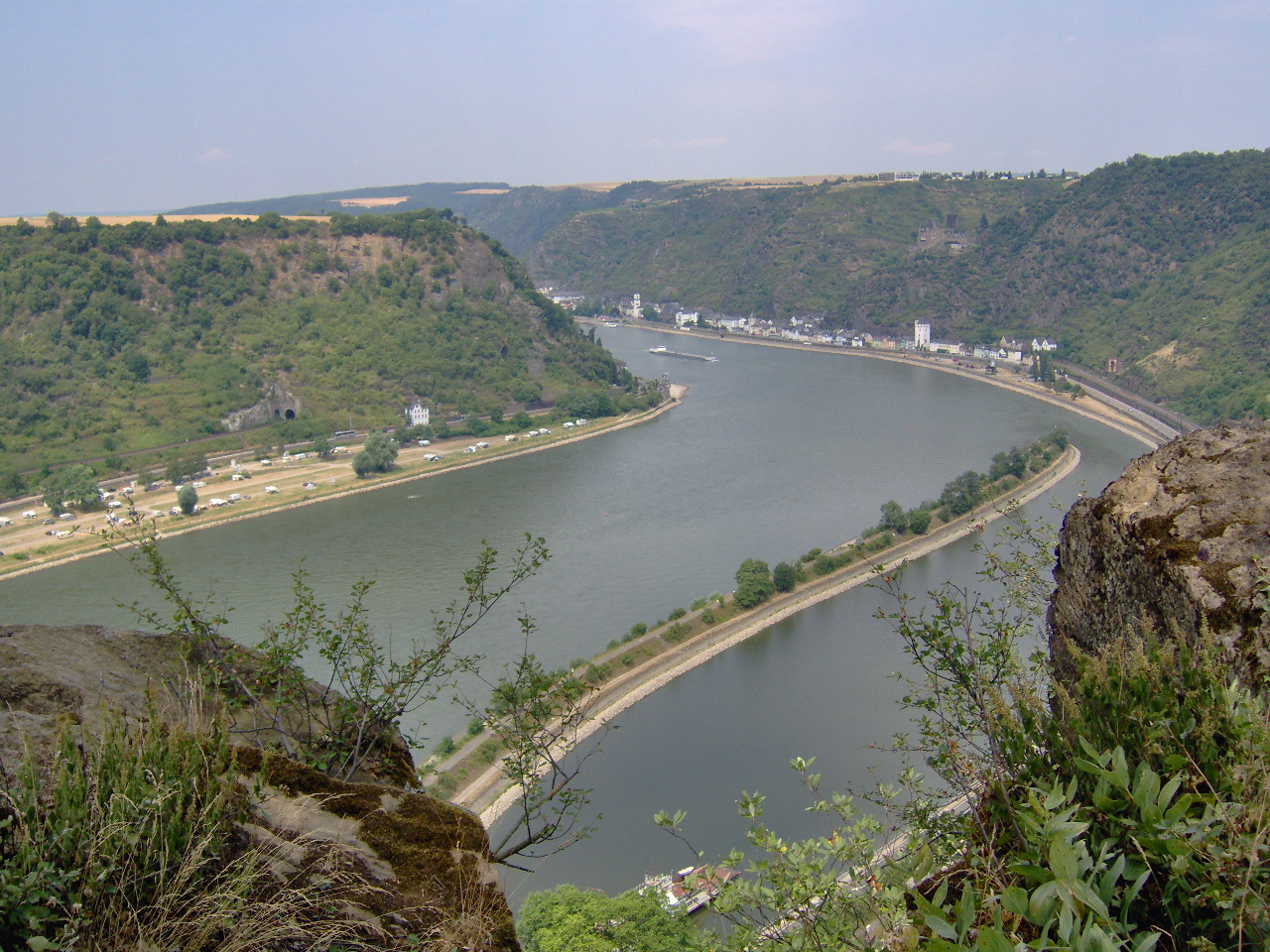
منظر لنهر الراين من أعلى هضبة لوريلي

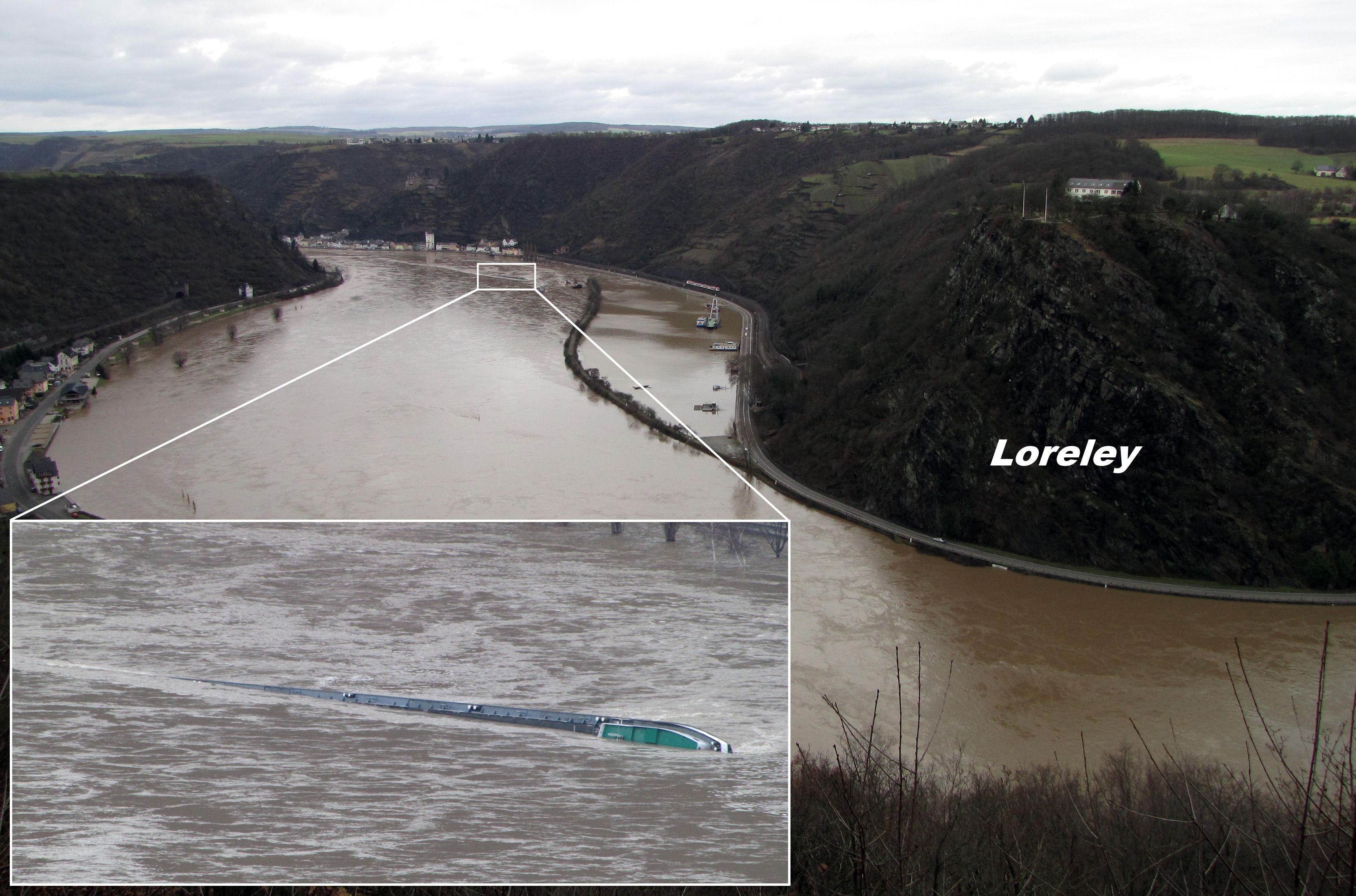
حادث سفينة بالقرب من لوريلي ، يناير 2011

## القصص عن لوريلي
في عام 1801 م قام الكاتب الألماني كليمنس برنتانو باختراع قصة أسطورة من وحي خياله تتحدث الأسطورة عن صوت الصدى الذي يُسمع عند لوريلي على أنه صوت امرأة شريرة وجميلة، أو حورية النهر تغني للملاحين، وهم في طريقهم إلى الهلاك. ولوريلي هو اسم هذه المرأة الشريرة. 
في عام 1824 قام هاينريش هاينه بوضع القصة على شكل قصائد مع مزيد من الإثارة والتشويق كما بالغ في وصف جمال المرأة الشريرة ووصفها بأنها تجلس على جرف فوق نهر الراين وتمشط شعرها الذهبي وتجذب البحارة من غير قصد للنظر إلى جمالها وأغنيتها الرائعة ، مما يسبب لهم حادث تحطم على الصخور. وقد أشتهرت قصيدته وأعتبرت واحدة من القصائده الشهيرة.

## الحوادث
في 13 يناير 2011 انقلبت سفينة تنقل 2400 طن من حمض الكبريتيك بالقرب من مدينة سانت وفقد اثنين من افراد الطاقم مقابل لوريلي في أضيق جزء من نهر الراين مما تسبب في عرقلة حركة المرور على واحد من أكثر الممرات المائية ازدحاما في أوروبا وسط البحث المحموم عن اثنين من افراد الطاقم. 

## وصلات خارجية
- موقع لوريلي